# Lophosceles mutatus
Lophosceles mutatus är en tvåvingeart som först beskrevs av Fallen 1825.  Lophosceles mutatus ingår i släktet Lophosceles och familjen husflugor. Arten är reproducerande i Sverige. Inga underarter finns listade i Catalogue of Life.